# Syver Wærsted
Syver Wærsted (8 d'agost de 1996) fou un ciclista noruec, professional des del 2016 i fins al 2022.

## Palmarès
- 2016
  - 1r a la Scandinavian Race Uppsala
- 2018
  - 1r al Gran Premi Ringerike
  - Vencedor d'una etapa a la Volta a Rodes